# Alfréd Deésy
Alfréd Deésy (22 de septiembre de 1877 – 18 de julio de 1961) fue un director, actor y guionista cinematográfico húngaro. A lo largo de su carrera, que se desarrolló en gran parte en la época del cine mudo, dirigió 77 filmes entre 1915 y 1947, y actuó en 28 rodados entre 1913 y 1960.

## Biografía
Su verdadero nombre era Alfréd Kämpf, y nació en Dés, Imperio austrohúngaro, actual Dej, ciudad perteneciente a Rumanía. Su nombre artístico significaba "de Dés", del mismo modo que el apellido artístico "Lugosi" se traducía como "de Lugos". 
A comienzos del siglo XX, Deésy era ya un destacado actor de la escena húngara. Así, actuó en diferentes ciudades, como Cluj-Napoca (1895), Levoča (1896), Debrecen (1896 y 1897), entre 1897 y 1898 en Szombathely y Székesfehérvár, y desde 1898 a 1910 en lugares como Szeged, Oradea y Debrecen.
Sin embargo, se interesó pronto por el potencial de la joven industria cinematográfica, y en 1911 era codirector de la sala cinematográfica Apollo, en Debrecen. Al siguiente año, Deésy empezó a preparar guiones para la incipiente cinematografía húngara, y en 1913 debutó como actor en las pantallas. Su carrera como director se inició con Csak semmi botrányt! (1915), film producido por Star-film, una compañía húngara que finalmente Deésy dirigió hasta 1919, año durante el cual la industria cinematográfica húngara fue nacionalizada con motivo de una corta revolución comunista iniciada en esa fecha.
Sofocada la revolución y con Hungría bajo mandato militar, Deésy ingresó en la compañía Egyetértés para trabajar como director y guionista, asumiendo pronto la dirección de la empresa. En 1926, Deésy se mudó a Viena, rodando Sacco und Vanzetti (1927), una controvertida película que fue prohibida en gran parte de Europa, incluida Hungría. En 1931 volvió a Hungría, y en 1935 rodó su película más conocida, Nem élhetek muzsikaszó nélkül. 
Durante la colaboración húngara con las Potencias del Eje en la Segunda Guerra Mundial, Deésy siguió trabajando como director, rodando el destacado film antisoviético Üzenet a Volgapartról (1942), entre otros. Tras su última cinta como director, Fél pár gyűrött kesztyű (1947), Deésy siguió actuando hasta pocos meses antes de su muerte, la cual ocurrió en Budapest, Hungría, en 1961, a los 83 años de edad.
Alfréd Deésy fue una de las más importantes figuras del cine mudo húngaro, especializándose en sencillos productos de entretenimiento, que incluían melodramas, películas de época, aventuras, románticas y musicales. Su modo de dirigir, sin embargo, no siempre fue convencional, y un reflejo de su personalidad puede observarse en el trabajo de directores cuyo talento él fomentó. Su compañía Star-film fue la principal incubadora del talento húngaro en el período mudo, y Bela Lugosi debutó como intérprete cinematográfico actuando en películas Deésy, participando también Michael Curtiz en algunas de ellas.
Como director, con una carrera especialmente centrada en la época del cine mudo húngaro, muy poco del trabajo se conserva del trabajo de Deésy. Según el Instituto Cinematográfico Húngaro, solamente se conserva un 15 por ciento de las películas mudas húngaras. Algunas de las cintas mudas del director, como Á Leányasszony (1918), sobreviven, aunque de la mayoría de las otras solo quedan fragmentos, como en el caso de Casanova (1918).

## Filmografía

### Director
- 1915 : Csak semmi botrányt!
- 1916 : A könnyelmű asszony
- 1917 : Radmirov Katalin
- 1917 : Raszkolnikow
- 1917 : Siófoki történet
- 1917 : A hadikölcsön
- 1917 : A kis gézengúz
- 1917 : A nagyúr
- 1917 : A régiséggyüjtő
- 1917 : A Tryton
- 1917 : A Tűz
- 1917 : Az estélyi ruha
- 1917 : Az ezresbankó
- 1917 : Az üzlettárs
- 1917 : Leoni Leo
- 1917 : Mici-Maca
- 1917 : Nászdal
- 1918 : Aphrodite
- 1918 : A Végrendelet
- 1918 : Casanova
- 1918 : Fejedelmi nap
- 1918 : Júlia
- 1918 : Küzdelem a létért
- 1918 : Midas király
- 1918 : Sehonnai
- 1918 : Tavaszi vihar
- 1918 : Az élet királya
- 1918 : A csábító
- 1918 : Álarcosbál
- 1918 : A lavina
- 1918 : A léleklátó sugár
- 1918 : A nővérek
- 1919 : A leányasszony
- 1919 : A becstelen
- 1919 : A betörő
- 1919 : A Falusi kislány Pesten
- 1919 : Ámor
- 1919 : A Szív tévedései
- 1919 : Éva
- 1919 : Halcyone
- 1919 : Isten hozzád, szerelem!
- 1919 : Ki a győztes?
- 1920 : A Halál után
- 1920 : A szürkeruhás hölgy
- 1920 : Diána
- 1920 : Egy az eggyel
- 1920 : Mackó úr kalandjai
- 1920 : Újjászületés
- 1921 : Lilike kalandjai
- 1921 : Náni
- 1921 : Péntek este
- 1921 : Bolond Istók
- 1921 : A gyerekasszony
- 1921 : A Balaton leánya
- 1922 : Székelyvér
- 1922 : Petőfi
- 1922 : Öfensége inkognitóban
- 1922 : Lúdas Matyi
- 1922 : Komédiás szívek
- 1922 : Ha megfújják a trombitát
- 1923 : A Két és fél jómadár
- 1924 : Pesti csibészek Párizsban
- 1924 : Mr. Shenki
- 1924 : János vitéz
- 1924 : A kutyamosó
- 1924 : A Hollandi szív
- 1926 : Páter Sebastian
- 1927 : Der Abtrünnige
- 1927 : Sacco und Vanzetti
- 1931 : A fekete autó
- 1935 : Nem élhetek muzsikaszó nélkül
- 1941 : A cigány
- 1942 : Tata
- 1942 : Üzenet a Volgapartról
- 1943 : Futóhomok
- 1946 : Jobb lesz holnap
- 1947 : Fél pár gyűrött kesztyű

### Actor
- 1913 : Táncos Mari
- 1913 : Rablélek
- 1914 : Az attak
- 1914 : Az aranyhajú szfinx
- 1914 : A népfölkelő
- 1916 : Monna Vanna
- 1916 : János vitéz
- 1916 : A magyar föld ereje
- 1916 : A karthausi
- 1917 : Raszkolnikov
- 1918 : Casanova
- 1921 : A gyerekasszony
- 1940 : Te vagy a dal
- 1947 : Könnyű múzsa
- 1948 : Beszterce ostroma
- 1949 : Mágnás Miska
- 1950 : Úri muri
- 1951 : Becsület és dicsőség
- 1952 : Semmelweis
- 1954 : Liliomfi
- 1957 : Dani
- 1958 : Csempészek
- 1958 : A harangok Rómába mentek
- 1958 : Micsoda éjszaka!
- 1959 : Szegény gazdagok
- 1960 : Alázatosan jelentem
- 1960 : Légy jó mindhalálig
- 1960 : A Noszty fiú esete Tóth Marival

### Guionista
- 1935 : Nem élhetek muzsikaszó nélkül
- 1940 : Te vagy a dal
- 1942 : Üzenet a Volgapartról
- 1944 : Egy pofon, egy csók

## Premios
Nombrado Artista de Mérito de Hungría en 1958.